# Engeliella
Engeliella is een geslacht van zeekomkommers uit de familie Sclerodactylidae.

## Soorten
- Engeliella engeli Cherbonnier, 1968